# Pakistan ai Giochi della XX Olimpiade
Il Pakistan partecipò ai Giochi della XX Olimpiade che si sono svolti a Monaco di Baviera dal 26 agosto all'11 settembre 1972, con una delegazione di 25 atleti impegnati in 5 discipline per un totale di 12 competizioni. Il portabandiera fu Mohammad Malik Arshad, che gareggiò nel sollevamento pesi.
Il bottino della squadra, alla sua settima partecipazione ai Giochi estivi, fu di una medaglia d'argento conquistata nel torneo di hockey su prato: dopo avere eliminato in semifinale gli storici rivali dell'India, i pakistani furono sconfitti in finale dalla squadra di casa al termine di un incontro duramente contestato dai giocatori asiatici.

## Medaglie
| Medaglia | Nome | Sport           | Evento          |
| -------- | --- | --------------- | --------------- |
| Argento  | Mohammad Asad Malik Saeed Anwar Saleem Sherwani Mohammad Aslam Munawwaruz Zaman Zahid Sheikh Fazalur Rehman Shahnaz Sheikh Abdul Rasheed Jr Akhtarul Islam Islahuddin Mudassar Asghar Jahangir Butt Iftikhar Syed Riaz Ahmed Akhtar Rasool Umar Farooq | Hockey su prato | Torneo maschile |